# Anagama

Schematische Zeichnung eines Anagama
1: Tür ca. 75 cm breit
2: Feuerraum
3: Boden aus Quarzsand
4: Feuerklappen
5: Abzug
6: Schornstein ca. 3 m hoch
7: Gegossener Bogen aus feuerfestem Zement

Anagama (jap. 穴窯, dt. Tunnelofen) sind aus dem ostasiatischen Altertum stammende, liegende Einkammer-Öfen (meistens in einen Hang gebaut), die für das Brennen von Töpferei-Produkten verwendet werden.
Ein Anagama wird mit Holz befeuert. Es können Temperaturen bis 1400 °C erreicht werden. Jan Kollwitz schreibt dazu: „Die Farben auf den Keramiken entstehen durch das Brennen. Es werden keine Glasuren aufgetragen, sondern die Stücke werden den Flammen, dem Rauch, der Glutkohle und der Flugasche ausgesetzt. So entstehen rote und graue, zum Teil blauviolette Färbungen. Die Asche des verbrennenden Holzes wirbelt durch den Ofen und legt sich als feiner Staub über die Keramiken, welcher bei Temperaturen oberhalb von 1250 °C mit der Tonoberfläche zu einem Glas verschmilzt. Diese natürlich entstehende Flugascheglasur variiert je nach Standort des Gefäßes im Ofen von einem matten ockerfarbenen Anflug bis zu einem tiefgrünen klaren Glasfluß.“